# العلاقات التنزانية اللاوسية
العلاقات التنزانية اللاوسية هي العلاقات الثنائية التي تجمع بين تنزانيا ولاوس.

## مقارنة بين البلدين
هذه مقارنة عامة ومرجعية للدولتين:
| وجه المقارنة                                              | تنزانيا                        | لاوس        |
| --------------------------------------------------------- | ------------------------------ | ----------- |
| المساحة (كم2)                                             | 947.30 ألف                     | 236.80 ألف  |
| عدد السكان (نسمة)                                         | 57.31 مليون                    | 6.86 مليون  |
| الكثافة السكانية (ن./كم²)                                 | 60.5                           | 28.97       |
| العاصمة                                                   | دودوما                         | فيينتيان    |
| اللغة الرسمية                                             | اللغة السواحلية، لغة إنجليزية  | اللغة اللاو |
| العملة                                                    | شيلينغ تانزاني                 | كيب لاوي    |
| الناتج المحلي الإجمالي (بليون دولار)                      | 52.09 مليار                    | 16.85 مليار |
| الناتج المحلي الإجمالي (تعادل القوة الشرائية) بليون دولار | 138.73 مليار                   | 38.71 مليار |
| الناتج المحلي الإجمالي الاسمي للفرد دولار أمريكي          | 878                            | 1.82 ألف    |
| الناتج المحلي الإجمالي للفرد دولار أمريكي                 | 2.54 ألف                       |             |
| مؤشر التنمية البشرية                                      | 0.521                          | 0.575       |
| رمز المكالمات الدولي                                      | +255                           | +856        |
| رمز الإنترنت                                              | .tz                            | .la         |
| المنطقة الزمنية                                           | ت ع م+03:00، توقيت شرق أفريقيا | ت ع م+07:00 |

## منظمات دولية مشتركة
يشترك البلدان في عضوية مجموعة من المنظمات الدولية، منها:
| علم المنظمة | اسم المنظمة                        | تاريخ انضمام تنزانيا | تاريخ انضمام لاوس |
| ----------- | ---------------------------------- | -------------------- | ----------------- |
|             | مؤسسة التنمية الدولية              | 6 نوفمبر 1962        | 28 أكتوبر 1963    |
|             | يونسكو                             | 6 مارس 1962          | 9 يوليو 1951      |
|             | وكالة ضمان الاستثمار متعدد الأطراف | 19 يونيو 1992        | 5 أبريل 2000      |
|             | الأمم المتحدة                      | 14 ديسمبر 1961       | 14 ديسمبر 1955    |
|             | البنك الدولي للإنشاء والتعمير      | 10 سبتمبر 1962       | 5 يوليو 1961      |
|             | منظمة حظر الأسلحة الكيميائية       | ?                    | ?                 |
|             | مؤسسة التمويل الدولية              | 10 سبتمبر 1962       | 29 يناير 1992     |
|             | منظمة الشرطة الجنائية الدولية      | ?                    | ?                 |

## وصلات خارجية
- موقع وزارة الخارجية التنزانية
- موقع وزارة الخارجية اللاوسية